# Кашиев, Амир Юрьевич
Ами́р Ю́рьевич Ка́шиев (род. 11 ноября 1989, Москва) — российский футболист, полузащитник.

## Карьера
Воспитанник ЦСКА. За основной состав провёл два матча в розыгрышах Кубка России 2005/06 и 2006/07. За дублирующий состав в 2006—2008 годах сыграл 50 матчей, забил один гол. В 2009 году был в составе клуба первого дивизиона «Носта», но не сыграл ни одного матча. В сезоне-2010 провёл 4 матча за оренбургский «Газовик». С середины 2010 до середины 2011 играл в составе «Динамо» Ставрополь. Во второй половине сезона 2011/12 сыграл 4 матча за «КАМАЗ». В 2013 году провёл 7 матчей в составе клуба ПФЛ «Октан», после чего за профессиональные клубы не выступал. С 2015 года — игрок команды чемпионата Кабардино-Балкарии «Кахун» из одноимённого села.
Победитель юношеского чемпионата Европы 2006.